# Adrian Pintea
Adrian Virgil Pintea (* 9. Oktober 1954 in Beiuș, Rumänien; † 8. Juni 2007 in Bukarest, Rumänien) war ein rumänischer Schauspieler.

## Leben
Adrian Virgil Pintea schloss 1979 sein Schauspielstudium an der Nationaluniversität der Theater- und Filmkunst „Ion Luca Caragiale“ ab. Bereits zuvor debütierte er am rumänischen Theater und spielte in Filmen wie Mînia und Zwischen parallelen Spiegeln mit. In den folgenden Jahren spielte er auch vereinzelt im Ausland, darunter im deutschen Das Alibi, französischen Hauptmann Conan und die Wölfe des Krieges, britischen Nostradamus und in dem von Francis Ford Coppola inszenierten Jugend ohne Jugend.
Am 8. Juni 2007 verstarb Pintea in einem Bukarester Krankenhaus. Er wurde kurz zuvor in einem lebensbedrohlichen Zustand eingewiesen. Bei ihm wurde eine Zirrhose, Pulmonale Hypertonie und Herzinsuffizienz diagnostiziert. Pintea war in seinem Leben zweimal verheiratet.

## Filmografie (Auswahl)
- 1977: Mînia
- 1978: Zwischen parallelen Spiegeln (Între oglinzi paralele)
- 1981: Eine Falle für den Hauptmann (Iancu Jianu, zapciul)
- 1981: Hochzeit vor dem Henker (Iancu Jianu, haiducul)
- 1989: Kreuzritter 7 – Schlacht um die Ehre (Mircea)
- 1994: Nostradamus
- 1995: Das Alibi
- 1996: Hauptmann Conan und die Wölfe des Krieges (Capitaine Conan)
- 2005: 7 Sekunden (7 Seconds)
- 2006: Deep Threat – Die Höhle (Caved In)
- 2007: Greif (Gryphon)
- 2007: Jugend ohne Jugend (Youth Without Youth)